# 鹿谷村 (福井県)
鹿谷村（しかだにむら）は福井県大野郡にあった村。現在の勝山市鹿谷町各町にあたる。

## 地理
- 山岳：経ヶ岳
- 河川：九頭竜川

## 歴史
- 1889年（明治22年）4月1日 - 町村制の施行により、発坂村、保田村、志田村、杉俣村、本郷村、西光寺村、北西俣村、東遅羽口村、西遅羽口村及び矢戸口村の区域をもって、鹿谷村が発足する。
- 1954年（昭和29年）9月1日 - 勝山町、荒土村、村岡村、北郷村、北谷村、鹿谷村、遅羽村、平泉寺村及び野向村が合併して、勝山市が発足する。

## 交通

### 鉄道路線
- 京福電気鉄道
  - 越前本線（現・えちぜん鉄道勝山永平寺線）
    - 保田駅 - 発坂駅